# Schizonycha microphylla
Schizonycha microphylla är en skalbaggsart som beskrevs av Moser 1917. Schizonycha microphylla ingår i släktet Schizonycha och familjen Melolonthidae. Inga underarter finns listade i Catalogue of Life.